# Walter Dilthey
Walter Dilthey (* 26. März 1877 in Rheydt; † 24. Juni 1955 in Zülpich) war ein deutscher Chemiker.

## Leben
Dilthey studierte an der Albert-Ludwigs-Universität Freiburg Chemie. 1896 wurde er Mitglied des Corps Rhenania Freiburg, in dem er sich als Senior bewährte. Als Inaktiver wechselte er an die RWTH Aachen, die Ludwig-Maximilians-Universität München, die Ruprecht-Karls-Universität Heidelberg, die University of Chicago, die Universität von Paris und die Universität Zürich. Die Friedrich-Alexander-Universität Erlangen promovierte ihn 1900 zum Dr. phil. 1904 habilitierte er sich an der Universität Zürich, wo er Privatdozent wurde, und 1918 nochmals in Erlangen, wo er Privatdozent und 1922 a.o. Professor wurde. 1922 trat er die Nachfolge von Hans Meerwein an der Rheinischen Friedrich-Wilhelms-Universität Bonn an. 1947 wurde er emeritiert.
Er untersuchte den Zusammenhang von chemischer Struktur und Farbe organischer Verbindungen, zum Beispiel bei Triphenylmethanfarbstoffen und Azofarbstoffen, später bei Chinonen und Blütenfarbstoffen.